# Claude Nicollier
Claude Nicollier (* 2. září 1944 Vevey, kanton Vaud, Švýcarsko) je švýcarský fyzik, pilot, manažer a bývalý astronaut. Dosud (k počátku roku 2012) je jediným Švýcarem, který vzlétl do vesmíru. V letech 1978–2007 působil v řadách oddílu astronautů Evropské kosmické agentury (ESA), přičemž se v letech 1992–1999 zúčastnil se čtyř kosmických letu, misí STS-46, STS-61, STS-75, STS-103 amerických raketoplánů Space Shuttle. Po odchodu z ESA přednášel na Polytechnické škole v Lausanne a zaujímal vedoucí pozice v různých společnostech (Centre suisse d'électronique et de microtechnique, SolarImpulse SA).

## Život
Claude Nicollier se narodil v švýcarském Vevey v kantonu Vaud. Roku 1962 absolvoval gymnázium v Lausanne, od roku 1966 byl pilotem švýcarského vojenského letectva. Roku 1970 ziskem titulu bakaláře dokončil studium fyziky na Univerzitě v Lausanne (Universite de Lausanne). Poté tři roky pracoval v Institutu astronomie (Institut d'astronomie) při univerzitě. Absolvoval leteckou školu (Schweizer Luftverkehrsschule) a od roku 1974 ve společnosti Swissair létal s DC-9. Současně studoval na Ženevské univerzitě (Universite de Geneve) astrofyziku, titul magistra získal roku 1975 a podílel se na výzkumech v Ženevské observatoři (Observatoire de Geneve).
Od roku 1976 pracoval ve výzkumném a technologickém středisku ESA v Noordwijku (ESTEC, European Space Research & Technology Center), mimo jiné spolupracoval na vývoji vybavení pro modul Spacelab.
Roku 1977 se přihlásil do prvního náboru astronautů Evropské kosmické agentury (ESA), uspěl a v květnu 1978 byl zařazen do trojice prvních astronautů ESA (s Wubbo Ockelsem, Ulfem Merboldem). Budoucí astronauti zahájili výcvik v Evropě i Spojených státech, společnou přípravu s astronauty 9. náboru NASA v letech 1980–1981 Nicollier završil získáním kvalifikace letového specialisty.
Od roku 1981 pracoval v různých funkcích v Johnsonovu vesmírném středisku NASA v Houstonu. Koncem roku 1983 se dostal do posádky mise STS-51-H plánované na červen 1985. Oficiálně bylo jeho jmenování oznámeno v květnu 1984. Začátkem roku 1985 byl však let zrušen. V květnu 1985 (oficiální oznámení přišlo v září 1985) byl jmenován do posádky mise STS-61-K připravované na říjen 1986. Po havárii Challengeru v lednu 1986 byl let zrušen.
Do vesmíru se dostal poprvé při misi STS-46 raketoplánu Atlantis 31. července – 8. srpna 1992, při které se podílel se na vypuštění družice Eureca. Ve dnech 2. – 13. prosince 1993 pobýval na oběžné dráze podruhé, tentokrát jako letový specialista mise STS-61 raketoplánu Endeavour, prvního servisního letu k Hubbleovu dalekohledu. Ke třetímu kosmickému letu odstartoval v raketoplánu Columbia 22. února 1996. Mise STS-75 měla za úkol vypuštění družice TSS na 20 km kabelu (ten však po odvinutí 19,7 km praskl) a experimenty v mikrogravitaci. Raketoplán přistál 9. března 1996.
V letech 1996–1998 v Johnsonově středisku vedl oddělení robotiky (Astronaut Office Robotics Branch). K poslednímu, osmidennímu, letu nastoupil 19. prosince 1999. Cílem mise STS-103 v raketoplánu Discovery byla údržba Hubbleova vesmírného dalekohledu. Astronauti podnikli tři výstupy do vesmíru, druhého se účastnil Nicollier a Michael Foale. Během něj dvojice vyměnila hlavní počítač teleskopu a jeden ze tří senzorů FGS (Fine Guidance Sensor), které jsou nezbytné pro zaměření dalekohledu na cíle. Výstup trval 8 hodin a 10 minut.
Po letech zůstal v Houstonu, pracoval v oddělení výstupů do vesmíru (Astronaut Office EVA Branch). Současně od roku 2004 přednášel v Polytechnické škole v Lausanne (Ecole polytechnique federale de Lausanne). Roku 2007 odešel z Johnsonova střediska i z ESA a stal se řádným profesorem lausannské školy. Téhož roku byl zvolen do čela švýcarské společnosti Centre suisse d'électronique et de microtechnique (CSEM). V létě 2010 vedl program zkušebních letů letounu SolarImpulse stejnojmenné společnosti.
Od roku 2012 má zakázán vstup na území Ázerbájdžánu, a to z toho důvodu, že navštívil Náhorní Karabach z území Arménie.
Claude Nicollier je ženatý, má dvě dcery.